# A Child Is Born (Album)
A Child Is Born ist ein Jazzalbum von Geri Allen. Die im Januar 2011 entstandenen Aufnahmen erschienen am 4. November 2011 auf Motéma Music. Es enthält eine Auswahl geistlicher Lieder und Weihnachtslieder.

## Hintergrund
Allen verwendete für dieses Album aus ihren Erinnerungen an Weihnachtslieder und -hymnen ihrer Kindheit Lieder wie We Three Kings, Little Drummer Boy, Amazing Grace, Stille Nacht, heilige Nacht, Imagining Gena at Sunrise und Imagining Gena at Sunset. Allens Originalkomposition God Is with Us ist eine musikalische Vertonung der Bibelstelle Matthäus 1:23 („Siehe, eine Jungfrau wird schwanger sein und einen Sohn gebären, und sie werden ihm den Namen Immanuel geben, das heißt übersetzt: Gott mit uns.“). Journey to Bethlehem und God Is With Us sind kurze Vehikel Allens für Gesangsbeiträge, mit den gesampelten Klängen eines Alabama-Gospelchors.

## Titelliste
- Geri Allen: A Child Is Born (Motéma MTM-69)

1. Angels We Have Heard on High (Trad.) 4:16
2. A Child Is Born (Thad Jones, Alec Wilder) 3:38
3. Imagining Gena at Sunrise (Trad.) 1:06
4. O Come, O Come, Emmanuel (Trad.) 7:28
5. Journey to Bethlehem (Geri Allen) 1:09
6. We Three Kings (John Henry Hopkins, Jr.) 4:58
7. Little Drummer Boy (Katherine K. Davis) 4:50
8. God Is With Us (Allen) 2:09
9. Amazing Grace (John Newton/Trad.) 2:41
10. Christmas Medley – Away in a Manger / What Child Is This / Silent Night (Franz Gruber, Traditional) 4:26
11. Imagining Gena at Sunset (Trad.) 0:26
12. Let Us Break Bread Together (Lawrence Collingwood / Traditional) 4:54
13. It Came Upon a Midnight Clear (Richard Storrs Willis) 6:23
14. O Come, O Come, Emmanuel (II) (Trad.) 0:56

- Die Aufnahmen mit dem Fazioli Piano (F228) entstanden am 14. und 15. Januar 2011 im Union Country Performing Arts Center, Rahway, New Jersey; mit dem Fazioli Piano (F278) am 27. uns 28. April 2011 im Klavierhaus, New York City.

## Rezeption

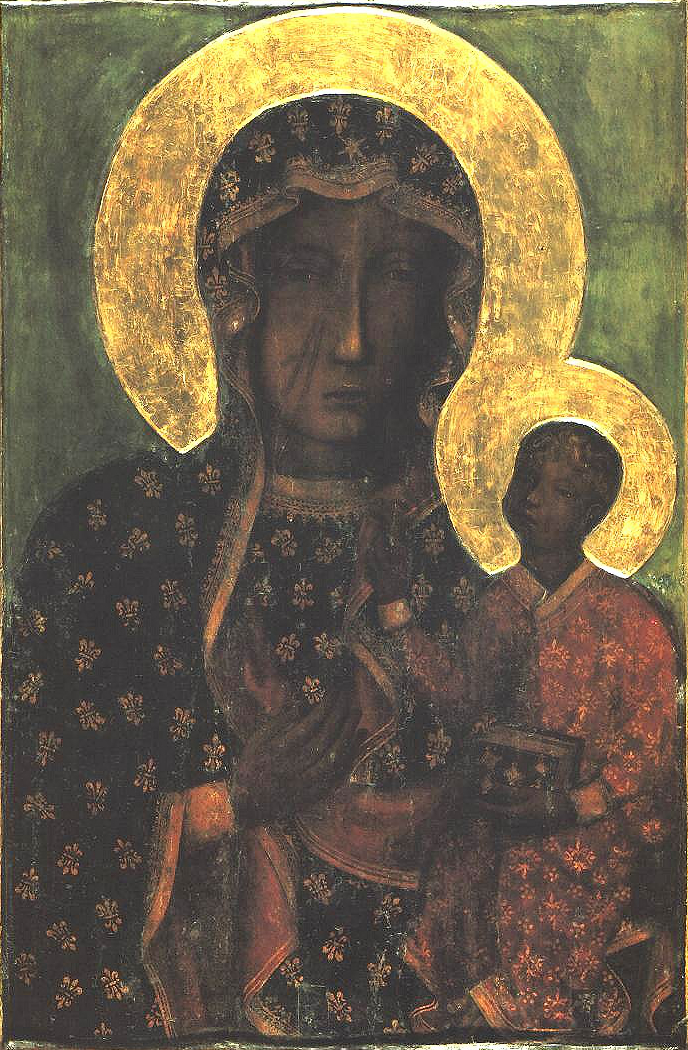
Schwarze Madonna von Częstochowa (15. Jh.), ähnlich, wie auf dem Albumcover, gestaltet von Kabuya Pamela Bowens, dargestellt

William Ruhlmann verlieh dem Album in Allmusic drei Sterne und schrieb, Geri Allen habe einen technisch versierten, oft ausgefeilten Stil als Pianistin. Meistens spielte sei Melodien, die den meisten westlichen Zuhörern bekannt seien. Dabei verwende sie die rechte Hand, die von oft kontrastierenden Rhythmen der linken Hand auf dem akustischen Klavier unterstützt werden. Auch spiele sie komplexe Improvisationen, die nur ab und zu die Melodien berühren. Ihr Spiel habe manchmal eine New-Age-Qualität, wie George Winston in einem etwas jazzigeren Modus. Dies sei eher eine Weihnachtskollektion für den anspruchsvollen Jazzpiano-Fan und nicht für jemanden, der nach einem sicheren, warmen und verschwommenen Satz aufgepeppter Weihnachtsmusik suche.
Nach Ansicht von John Fordham, der das Album im Guardian mit lediglich drei Sternen auszeichnete, drücke das Album zunächst Geri Allens tiefe Religiosität aus. Dies sei die Arbeit einer begabten Improvisatorin, die zeitlos eindringliche Songs erforscht habe.
Josh Langhoff schrieb in Pop Matters, Geri Allen gleite mit viel Leichtigkeit, einigen Erfindungen und einigen Überraschungen durch traditionelle Weihnachtslieder und -hymnen. So sei Angels We Have Heard on High das kontrapunktischste Weihnachtslied, das in Allens Händen einer dreiteiligen Invention von Johann Sebastian Bach ähnle, wenn auch einer in der harmonischen Sprache Keith Jarretts. Die ostinato-getriebenen We Three Kings und Little Drummer Boy hätten sowohl akkordisch als auch emotional eine aufregende und offene Anmutung. Sie würden sich in einem Album hervorheben, das sonst zu stark von Hymnen-Interpretationen geprägt sei. Trotzdem blitzen Allens kurze, originelle Übergangslieder ebenso auf wie ihr gelegentlicher Gebrauch von Orgel und Celeste.
Dieses Album sei eine gefühlvolle und nachdenkliche Erkundung der Weihnachtsmusik und verbinde Jazzimprovisation mit einem tiefen Gefühl der Ehrfurcht vor der Weihnachtszeit, hieß es bei Best of Jazz. Geri Allens Klavierspiel sei geradezu bezaubernd. Sie nähere sich jedem Stück mit einer zarten Berührung und verleiht ihm ein Gefühl von Wärme und Zärtlichkeit.